# Peter Boghossian

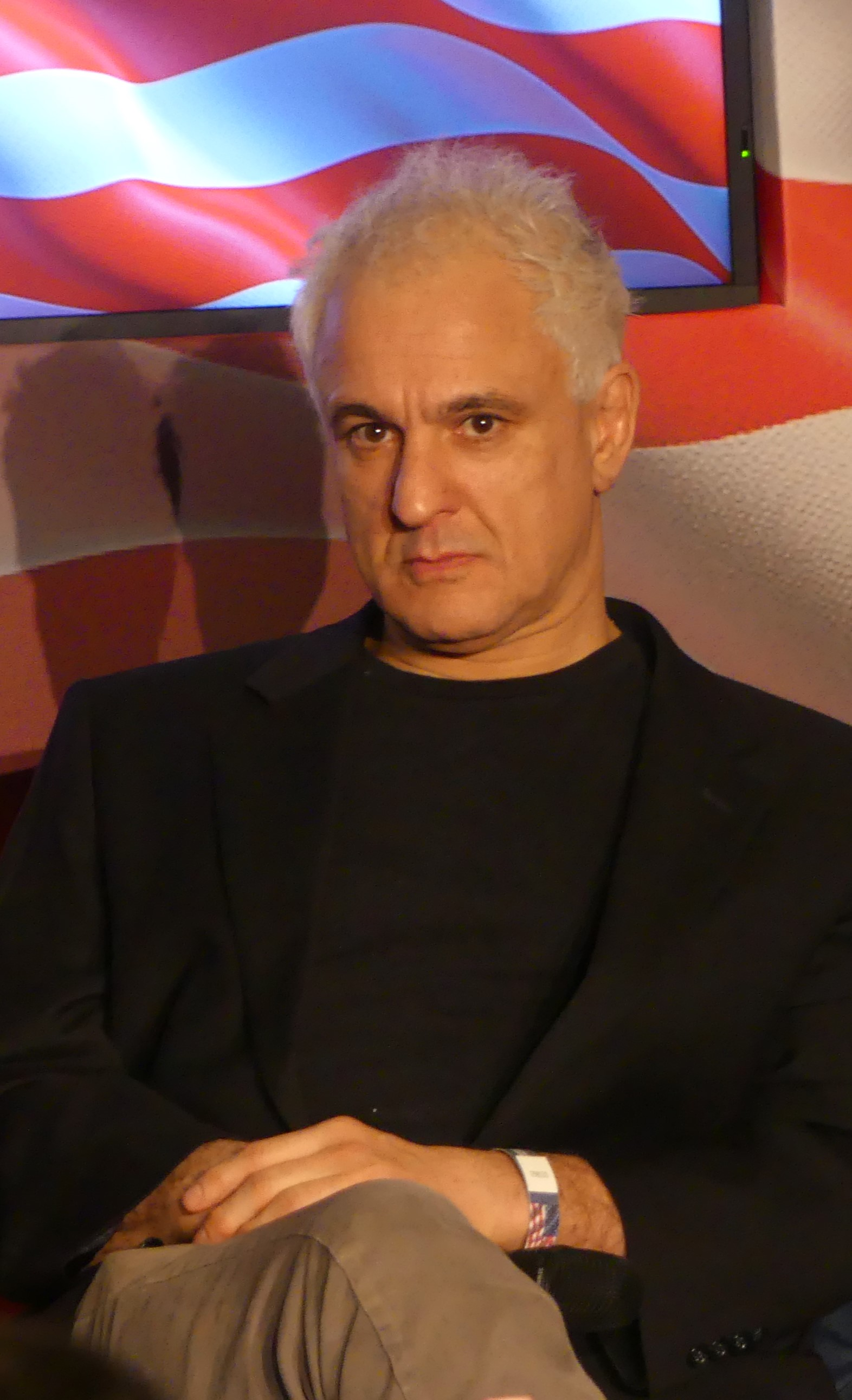
Peter Boghossian (2024)

Peter Gregory Boghossian (* 25. Juli 1966 in Boston) ist ein US-amerikanischer Philosoph und Erziehungswissenschaftler.

## Leben und Werk
Nach dem Studium an der Fordham University und der Promotion in Erziehungswissenschaften an der Portland State University wurde er dort über zehn Jahre Assistant professor für Philosophie. Er befasste sich mit den Themen Atheismus, Kritisches Denken, Pädagogik, Wissenschaftlicher Skeptizismus und Sokratische Methode. Er veröffentlichte A Manual for Creating Atheists und mit James Lindsay How to Have Impossible Conversations: A Very Practical Guide.
Boghossian war 2017/18 in einen „Sokal Squared“ genannten Wissenschaftsskandal involviert, indem er mit zwei anderen Kollegen erfolgreich Unsinnspapiere (Hoax) bei durch Peer Review auf ihre Qualität geprüften Zeitschriften einreichte. Ein vom Präsidenten der Portland State University beauftragtes Institutional Review Board kam nach einer Untersuchung zu dem Schluss, dass Boghossian damit weder Tiere unethisch behandelt noch Daten gefälscht habe, dass er aber die Standards zum Umgang mit menschlichen Testsubjekten verletzt habe. Boghossian wurde mitgeteilt, dass er entsprechende Weiterbildungen absolvieren müsse, bevor er erneut Forschung mit menschlichen Subjekten betreiben könne. Im September 2021 gab Boghossian seine Position an der Portland State University unter Hinweis auf fehlende geistige Freiheit auf.
Seit 2021 gehört er zu den Fellows der neu gegründeten University of Austin.
Boghossian prägte den Begriff street epistemology für ein Ensemble von Konversationstechniken, um jemanden zu befähigen, strikt vertretetene Überzeugungen, besonders auf religiösem Gebiet, nicht-konfrontativ infragezustellen.

## Schriften
- A Manual for Creating Atheists. Pitchstone Publishing, 2013, ISBN 978-1-939578-09-9 (englisch).
- Peter Boghossian, James Lindsay: How to Have Impossible Conversations: A Very Practical Guide. Da Capo Lifelong Books, 2019, ISBN 978-0-7382-8532-0 (englisch).
  - Die Kunst, schwierige Gespräche zu meistern: effektiv argumentieren, hitzige Diskussionen entschärfen und Gesprächspartner überzeugen. riva, München 2020, ISBN 978-3-7423-1348-5.

## Einzelbelege
1. ↑  David Charter Washington: Peter Boghossian: ‘The woke don’t give a reason for their faith. It’s different rules of engagement’. 8. Januar 2024, ISSN 0140-0460 (thetimes.co.uk [abgerufen am 8. Januar 2024]).
2. ↑  Mikko Lagerspetz: "The Grievance Studies Affair" Project: Reconstructing and Assessing the Experimental Design. In: Science, Technology, & Human Values. 46. Jahrgang, Nr. 2, März 2021, ISSN 0162-2439, S. 402–424, doi:10.1177/0162243920923087 (englisch).
3. ↑  Katherine Mangan: Portland State Says Researcher Violated the Rights of the Editors He Duped. In: Chronicle of Higher Education. 24. Juli 2019, abgerufen am 10. Februar 2024 (englisch).
4. ↑  Meerah Powell:  Longtime PSU instructor quits, citing harassment, lack of free speech, Oregon Public Broadcasting, 9. September 2021. Abgerufen am 8. Januar 2024 (englisch).
5. ↑  UATX | Our People. Abgerufen am 8. Januar 2024 (englisch).

| Personendaten    | Personendaten                                             |
| ---------------- | --------------------------------------------------------- |
| NAME             | Boghossian, Peter                                         |
| ALTERNATIVNAMEN  | Boghossian, Peter Gabriel (vollständiger Name)            |
| KURZBESCHREIBUNG | US-amerikanischer Philosoph und Erziehungswissenschaftler |
| GEBURTSDATUM     | 25. Juli 1966                                             |
| GEBURTSORT       | Boston                                                    |